# Deutsche Wasserball-Liga 2012/13
Die Saison 2012/13 der Deutschen Wasserball-Liga begann am 20. Oktober 2012 mit der Hauptrunde und endete mit dem entscheidenden dritten Sieg des ASC Duisburg im vierten Spiel des Finales über Titelverteidiger und Rekordmeister Wasserfreunde Spandau 04. Der ASC Duisburg sicherte sich nach 1968 seinen 6. Titel. In die 2. Wasserball-Liga stiegen neben der Wasserball-Union Magdeburg noch die SGW Rhenania Köln/BW Poseidon Köln und Neuling SGW Rote Erde/SV Brambauer ab.

## Modus
Die Spiele werden nach dem Rundensystem mit Hauptrunde (Hin- und Rückspiel), Qualifikationsrunde (Best-of-Five) sowie Meisterschaftsrunde (Play-off Endrunde) und Abstiegsrunde (Play-down Endrunde) von Mitte Oktober 2012 bis Ende Mai 2013 ausgetragen.

## Hauptrunde
Gespielt wurde in zwei Gruppen zu acht bzw. neun Mannschaften in einer einfachen Runde mit Hin- und Rückspiel. In der Gruppe A, der die besten acht Mannschaften der Vorsaison angehörten, qualifizierten sich die ersten vier direkt für die Play-off Endrunde. Die letzten vier der Gruppe A mussten in eine Qualifikationsrunde mit den ersten vier Mannschaften der Gruppe B. Für die Mannschaften von Platz 5–8 der Gruppe B ging es in die Play-down Endrunde, Aufgrund des 17er-Feldes stieg der Tabellenletzte der B-Gruppe direkt in die 2. Wasserball-Liga ab.

### Gruppe A

#### Abschlusstabelle
| Pl. | Verein                         | Sp. | S  | U | N  | Tore    | Diff. | Punkte |
| --- | ------------------------------ | --- | -- | - | -- | ------- | ----- | ------ |
| 1.  | Wasserfreunde Spandau 04 (M,P) | 14  | 13 | 1 | 0  | 209:720 | +137  | 27:10  |
| 2.  | ASC Duisburg                   | 14  | 12 | 1 | 1  | 195:790 | +116  | 25:30  |
| 3.  | Waspo 98 Hannover              | 14  | 9  | 0 | 5  | 149:119 | +30   | 18:10  |
| 4.  | SV Bayer Uerdingen 08          | 14  | 7  | 0 | 7  | 118:109 | +9    | 14:14  |
| 5.  | SV Cannstatt (A-B)             | 14  | 7  | 0 | 7  | 110:132 | −22   | 14:14  |
| 6.  | OSC Potsdam                    | 14  | 3  | 0 | 11 | 114:164 | −50   | 06:22  |
| 7.  | SV Weiden                      | 14  | 3  | 0 | 11 | 090:184 | −94   | 06:22  |
| 8.  | SC Wedding Berlin              | 14  | 1  | 0 | 13 | 077:203 | −126  | 02:26  |

 Teilnehmer an der Qualifikationsrunde Gruppe A – Gruppe B 
 (M) amtierender Meister 
 (P) amtierender Pokalsieger 
 (A-B) Aufsteiger aus der Gruppe B der vorherigen Saison

#### Kreuztabelle
Die Kreuztabelle stellt die Ergebnisse aller Spiele dieser Saison dar. Die Heimmannschaft ist in der linken Spalte aufgelistet und die Gastmannschaft in der obersten Reihe.
| Gruppe A 20. Oktober 2012 – 16. März 2013 | Gruppe A 20. Oktober 2012 – 16. März 2013 | Wasserfreunde Spandau 04 | ASC Duisburg | Waspo 98 Hannover | SV Bayer Uerdingen 08 | SV Cannstatt | OSC Potsdam | SVW   | SC Wedding Berlin |
| ----------------------------------------- | ----------------------------------------- | ------------------------ | ------------ | ----------------- | --------------------- | ------------ | ----------- | ----- | ----------------- |
| 01.                                       | Wasserfreunde Spandau 04                  |                          | 11:60        | 13:50             | 12:60                 | 19:20        | 24:80       | 15:20 | 20:50             |
| 02.                                       | ASC Duisburg                              | 7:7                      |              | 10:70             | 13:30                 | 11:60        | 19:40       | 19:20 | 20:30             |
| 03.                                       | Waspo 98 Hannover                         | 05:10                    | 04:15        |                   | 10:50                 | 15:70        | 12:60       | 15:60 | 12:60             |
| 04.                                       | SV Bayer Uerdingen 08                     | 4:8                      | 06:12        | 14:11             |                       | 4:5          | 12:90       | 10:10 | 17:30             |
| 05.                                       | SV Cannstatt                              | 4:9                      | 08:16        | 06:12             | 7:5                   |              | 11:90       | 15:60 | 12:50             |
| 06.                                       | OSC Potsdam                               | 10:13                    | 07:13        | 07:10             | 04:11                 | 8:7          |             | 13:50 | 12:60             |
| 07.                                       | SV Weiden                                 | 05:22                    | 05:14        | 08:15             | 07:13                 | 08:11        | 12:90       |       | 14:60             |
| 08.                                       | SC Wedding Berlin                         | 03:26                    | 06:20        | 06:16             | 7:8                   | 5:9          | 9:8         | 7:9   |                   |

### Gruppe B

#### Abschlusstabelle
| Pl. | Verein                             | Sp. | S  | U | N  | Tore    | Diff. | Punkte |
| --- | ---------------------------------- | --- | -- | - | -- | ------- | ----- | ------ |
| 1.  | SSV Esslingen                      | 16  | 16 | 0 | 0  | 245:130 | +115  | 32:0   |
| 2.  | White Sharks Hannover (N)          | 16  | 10 | 1 | 5  | 183:142 | +41   | 21:11  |
| 3.  | SG Neukölln Berlin                 | 16  | 10 | 1 | 5  | 167:142 | +25   | 21:11  |
| 4.  | SC Neustadt (N)                    | 16  | 7  | 3 | 6  | 148:150 | −2    | 17:15  |
| 5.  | Duisburger SV 98                   | 16  | 8  | 0 | 8  | 139:140 | −1    | 16:16  |
| 6.  | SV Krefeld 72                      | 16  | 7  | 1 | 8  | 145:138 | +7    | 15:17  |
| 7.  | SGW Rhenania Köln/BW Poseidon Köln | 16  | 4  | 1 | 11 | 106:177 | −71   | 09:23  |
| 8.  | SGW Rote Erde/SV Brambauer (N)     | 16  | 4  | 0 | 12 | 113:158 | −45   | 08:24  |
| 9.  | Wasserball-Union Magdeburg         | 16  | 1  | 3 | 12 | 123:192 | −69   | 05:27  |

 Teilnehmer an der Qualifikationsrunde Gruppe A – Gruppe B 
  Absteiger in die 2. Wasserball-Liga 
 (N) Aufsteiger aus der 2. Wasserball-Liga

#### Kreuztabelle
Die Kreuztabelle stellt die Ergebnisse aller Spiele dieser Saison dar. Die Heimmannschaft ist in der linken Spalte aufgelistet und die Gastmannschaft in der obersten Reihe.
| Gruppe B 20. Oktober 2012 – 16. März 2013 | Gruppe B 20. Oktober 2012 – 16. März 2013 | SSV Esslingen | White Sharks Hannover | SG Neukölln Berlin | SC Neustadt | Duisburger SV 98 | SV Krefeld 72 | Köln  | SGW Rote Erde/SV Brambauer | Wasserball-Union Magdeburg |
| ----------------------------------------- | ----------------------------------------- | ------------- | --------------------- | ------------------ | ----------- | ---------------- | ------------- | ----- | -------------------------- | -------------------------- |
| 01.                                       | SSV Esslingen                             |               | 17:90                 | 19:60              | 16:80       | 16:11            | 16:80         | 21:10 | 16:60                      | 22:70                      |
| 02.                                       | White Sharks Hannover                     | 05:14         |                       | 9:7                | 13:11       | 15:70            | 12:80         | 18:30 | 17:60                      | 9:9                        |
| 03.                                       | SG Neukölln Berlin                        | 6:9           | 6:8                   |                    | 12:60       | 11:30            | 11:90         | 16:50 | 12:80                      | 18:11                      |
| 04.                                       | SC Neustadt                               | 11:16         | 14:12                 | 10:10              |             | 11:60            | 10:90         | 9:3   | 9:6                        | 11:50                      |
| 05.                                       | Duisburger SV 98                          | 12:14         | 8:6                   | 10:11              | 12:70       |                  | 8:7           | 11:40 | 10:40                      | 14:80                      |
| 06.                                       | SV Krefeld 72                             | 06:12         | 10:80                 | 14:60              | 9:8         | 10:30            |               | 15:20 | 7:5                        | 14:10                      |
| 07.                                       | SGW Rhenania Köln/BW Poseidon Köln        | 07:12         | 09:14                 | 11:13              | 6:6         | 3:8              | 9:5           |       | 6:9                        | 11:80                      |
| 08.                                       | SGW Rote Erde/SV Brambauer                | 08:12         | 09:12                 | 5:9                | 6:8         | 10:60            | 9:5           | 06:10 |                            | 10:80                      |
| 09.                                       | Wasserball-Union Magdeburg                | 10:13         | 04:16                 | 05:13              | 9:9         | 03:10            | 9:9           | 6:7   | 11:60                      |                            |

## Qualifikationsrunde Gruppe A – Gruppe B
In der Qualifikationsrunde wurden die letzten vier Teilnehmer für die Play-off bzw. Play-down Endrunde ermittelt. Dabei trafen die letzten vier der Gruppe A auf die besten vier Mannschaften der Gruppe B. Die vier Sieger sicherten sich außerdem noch den Startplatz in der Gruppe A zur Folgesaison.
Modus: Best-of-Five
Termine: 20. März 2013 / 3. April 2013 (1. Spiel), 23. März 2013 / 6. April 2013 (2. Spiel), 24. März 2013 / 7. April 2013 (3. Spiel), 10. April 2013 (4. Spiel) und 13. April 2013 (5. Spiel)
Die Mannschaften der Gruppe B hatten im 1. und 4. Spiel Heimrecht.
|           | Paarung               | Paarung | Paarung           | 1.    | 2.    | 3.    | 4.  | 5.    |
| --------- | --------------------- | ------- | ----------------- | ----- | ----- | ----- | --- | ----- |
| 1.B – 8.A | SSV Esslingen         | –       | SC Wedding Berlin | 18:20 | 13:80 | 8:4   | ––– | –––   |
| 2.B – 7.A | White Sharks Hannover | –       | SV Weiden         | 9:6   | 09:11 | 09:10 | 9:4 | 11:70 |
| 3.B – 6.A | SG Neukölln Berlin    | –       | OSC Potsdam       | 13:70 | 12:11 | 13:90 | ––– | –––   |
| 4.B – 5.A | SC Neustadt           | –       | SV Cannstatt      | 5:7   | 08:16 | 09:14 | ––– | –––   |

 Esslingen, Hannover, Neukölln und Cannstatt qualifizierten sich für die Playoff-Endrunde und spielen zur Saison 2013/14 in der Gruppe A.

## Play-down

### Viertelfinale
Modus: Best-of-Three
Termine: 20. April 2013 (1. Spiel), 27. April 2013 (2. Spiel) und 28. April 2013 (3. Spiel)
Die erstgenannte Mannschaft hatte nur im 1. Spiel Heimrecht.
| Paarung                            | Paarung | Paarung           | 1.    | 2.    | 3.    |
| ---------------------------------- | ------- | ----------------- | ----- | ----- | ----- |
| SGW Rote Erde/SV Brambauer         | –       | SC Wedding Berlin | 07:12 | 3:6   | –––   |
| SGW Rhenania Köln/BW Poseidon Köln | –       | SV Weiden         | 6:9   | 07:10 | –––   |
| SV Krefeld 72                      | –       | OSC Potsdam       | 8:9   | 8:9   | –––   |
| Duisburger SV 98                   | –       | SC Neustadt       | 6:8   | 9:8   | 08:10 |

### Abstieg 13–16

#### Halbfinale
Modus: Best-of-Five
Termine: 1. Mai 2013 (1. Spiel), 4. Mai 2013 (2. Spiel), 5. Mai 2013 (3. Spiel) und 9. Mai 2013 (4. Spiel)
Die erstgenannte Mannschaft hatte im 1. und 4. Spiel Heimrecht. Duisburg und Rote Erde/Brambauer tauschten dieses jedoch im 1. und 2. Spiel.
| Paarung                            | Paarung | Paarung          | 1.  | 2.    | 3.    | 4.    | 5.  |
| ---------------------------------- | ------- | ---------------- | --- | ----- | ----- | ----- | --- |
| SGW Rote Erde/SV Brambauer         | –       | Duisburger SV 98 | 3:4 | 5:6   | 4:7   | –––   | ––– |
| SGW Rhenania Köln/BW Poseidon Köln | –       | SV Krefeld 72    | 7:6 | 09:11 | 02:10 | 08:11 | ––– |

 Absteiger in die 2. Wasserball-Liga

#### Spiel um Platz 13
Modus: Best-of-Three
Termine: 11. Mai 2013 (Duisburg) und 15. Mai 2013 (Krefeld)
| Paarung          | Paarung | Paarung       | 1.  | 2.  | 3.  |
| ---------------- | ------- | ------------- | --- | --- | --- |
| Duisburger SV 98 | –       | SV Krefeld 72 | 7:9 | 7:9 | ––– |

### Plätze 9–12

#### Halbfinale
Modus: Best-of-Three
Termine: 1. Mai 2013 / 4. Mai 2014 (1. Spiel), 4. Mai 2013 (2. Spiel) und 5. Mai 2013 (3. Spiel)
Die erstgenannte Mannschaft hatte nur im 1. Spiel Heimrecht, auf dieses Neustadt verzichtete.
| Paarung     | Paarung | Paarung           | 1.    | 2.    | 3.    |
| ----------- | ------- | ----------------- | ----- | ----- | ----- |
| SC Neustadt | –       | SC Wedding Berlin | 09:11 | 09:12 | –––   |
| OSC Potsdam | –       | SV Weiden         | 15:70 | 06:10 | 07:10 |

#### Spiel um Platz 11
Modus: Best-of-Three
Termine: 20. Mai 2013 (Neustadt) und 1. Juni 2013 (Potsdam)
| Paarung     | Paarung | Paarung     | 1.    | 2.    | 3.  |
| ----------- | ------- | ----------- | ----- | ----- | --- |
| SC Neustadt | –       | OSC Potsdam | 03:19 | 00:10 | ––– |

#### Spiel um Platz 9
Modus: Best-of-Three
Termine: 22. Mai 2013 (Weiden) und 25. Mai 2013 (Berlin)
| Paarung   | Paarung | Paarung           | 1.    | 2.  | 3.  |
| --------- | ------- | ----------------- | ----- | --- | --- |
| SV Weiden | –       | SC Wedding Berlin | 10:00 | 7:5 | ––– |

## Play-off

### Viertelfinale
Modus: Best-of-Three
Termine: 20. April 2013 (1. Spiel) und 27. April 2013 (2. Spiel)
Die erstgenannte Mannschaft hatte nur im 1. Spiel Heimrecht.
| Paarung               | Paarung | Paarung                  | 1.    | 2.    | 3.  |
| --------------------- | ------- | ------------------------ | ----- | ----- | --- |
| SSV Esslingen         | –       | Wasserfreunde Spandau 04 | 13:16 | 05:23 | ––– |
| White Sharks Hannover | –       | ASC Duisburg             | 08:16 | 11:21 | ––– |
| SG Neukölln Berlin    | –       | Waspo 98 Hannover        | 05:15 | 03:10 | ––– |
| SV Cannstatt          | –       | SV Bayer Uerdingen 08    | 9:8   | 12:90 | ––– |

### Plätze 5–8

#### Halbfinale
Modus: Best-of-Three
Termine: 1. Mai 2013 (1. Spiel), 4. Mai 2013 (2. Spiel) und 5. Mai 2013 (3. Spiel)
Die erstgenannte Mannschaft hatte nur im 1. Spiel Heimrecht.
| Paarung               | Paarung | Paarung               | 1.    | 2.    | 3.    |
| --------------------- | ------- | --------------------- | ----- | ----- | ----- |
| SSV Esslingen         | –       | SV Bayer Uerdingen 08 | 10:12 | 08:11 | –––   |
| White Sharks Hannover | –       | SG Neukölln Berlin    | 20:17 | 05:11 | 09:12 |

#### Spiel um Platz 7
Modus: Best-of-Three
Termine: 9. Mai 2013 (Esslingen) und 11. Mai 2013 (Hannover)
| Paarung       | Paarung | Paarung               | 1.   | 2.    | 3.  |
| ------------- | ------- | --------------------- | ---- | ----- | --- |
| SSV Esslingen | –       | White Sharks Hannover | 11:9 | 14:11 | ––– |

#### Spiel um Platz 5
Modus: Best-of-Three
Termine: 22. Mai 2013 (Berlin) und 25. Mai 2013 (Uerdingen)
| Paarung            | Paarung | Paarung               | 1.    | 2.    | 3.  |
| ------------------ | ------- | --------------------- | ----- | ----- | --- |
| SG Neukölln Berlin | –       | SV Bayer Uerdingen 08 | 11:14 | 09:14 | ––– |

### Plätze 1–4

#### Halbfinale
Modus: Best-of-Five
Termine: 1. Mai 2013 (1. Spiel), 4. Mai 2013 (2. Spiel) und 5. Mai 2013 (3. Spiel)
Die erstgenannte Mannschaft hatte im 1. Spiel Heimrecht.
| Paarung           | Paarung | Paarung                  | 1.    | 2.    | 3.    | 4.  | 5.  |
| ----------------- | ------- | ------------------------ | ----- | ----- | ----- | --- | --- |
| SV Cannstatt      | –       | Wasserfreunde Spandau 04 | 06:13 | 09:15 | 10:19 | ––– | ––– |
| Waspo 98 Hannover | –       | ASC Duisburg             | 14:15 | 07:10 | 6:9   | ––– | ––– |

#### Spiel um Platz 3
Modus: Best-of-Three
Termine: 22. Mai 2013 (Cannstatt) und 25. Mai 2013 (Hannover)
| Paarung      | Paarung | Paarung           | 1.  | 2.  | 3.  |
| ------------ | ------- | ----------------- | --- | --- | --- |
| SV Cannstatt | –       | Waspo 98 Hannover | 8:9 | 6:9 | ––– |

#### Finale
Modus: Best-of-Five
Termine: 22. Mai 2013 (Duisburg), 25. Mai 2013 (Berlin), 26. Mai 2013 (Berlin) und 29. Mai 2013 (Duisburg)
| Paarung      | Paarung | Paarung                  | 1.  | 2.   | 3.   | 4.  | 5.  |
| ------------ | ------- | ------------------------ | --- | ---- | ---- | --- | --- |
| ASC Duisburg | –       | Wasserfreunde Spandau 04 | 8:7 | 11:7 | 7:10 | 9:7 | ––– |

 Deutscher Meister

## Die Meistermannschaft
| 1.                    | ASC Duisburg |
| Logo des ASC Duisburg | - Tor: Moritz Schenkel, Tim-Ole Fischer - Feldspieler: Dennis Eidner, Frederic Schüring, Julian Real, Till Rohe, Konstantinos Gouvis, Sven Roeßing, Tobias Kreuzmann , Yannik Zilken, Paul Schüler, Jan Obschernikat, Christian Theis, Manuel Grohs, Philipp Kalberg, Niclas Becker, Nils Illinger - Trainer: Arno Troost |